# برکلی (ماساچوست)
برکلی(به انگلیسی: Berkley) شهرکی در شهرستان بریستول ایالت ماساچوست می‌باشد که در سال ۱۷۳۵ بنیان‌گذاری شده‌است. این شهرک در سرشماری سال ۲۰۱۰ میلادی، ۶٬۴۱۱ نفر جمعیت داشته‌است.